# 樂善堂顧超文中學

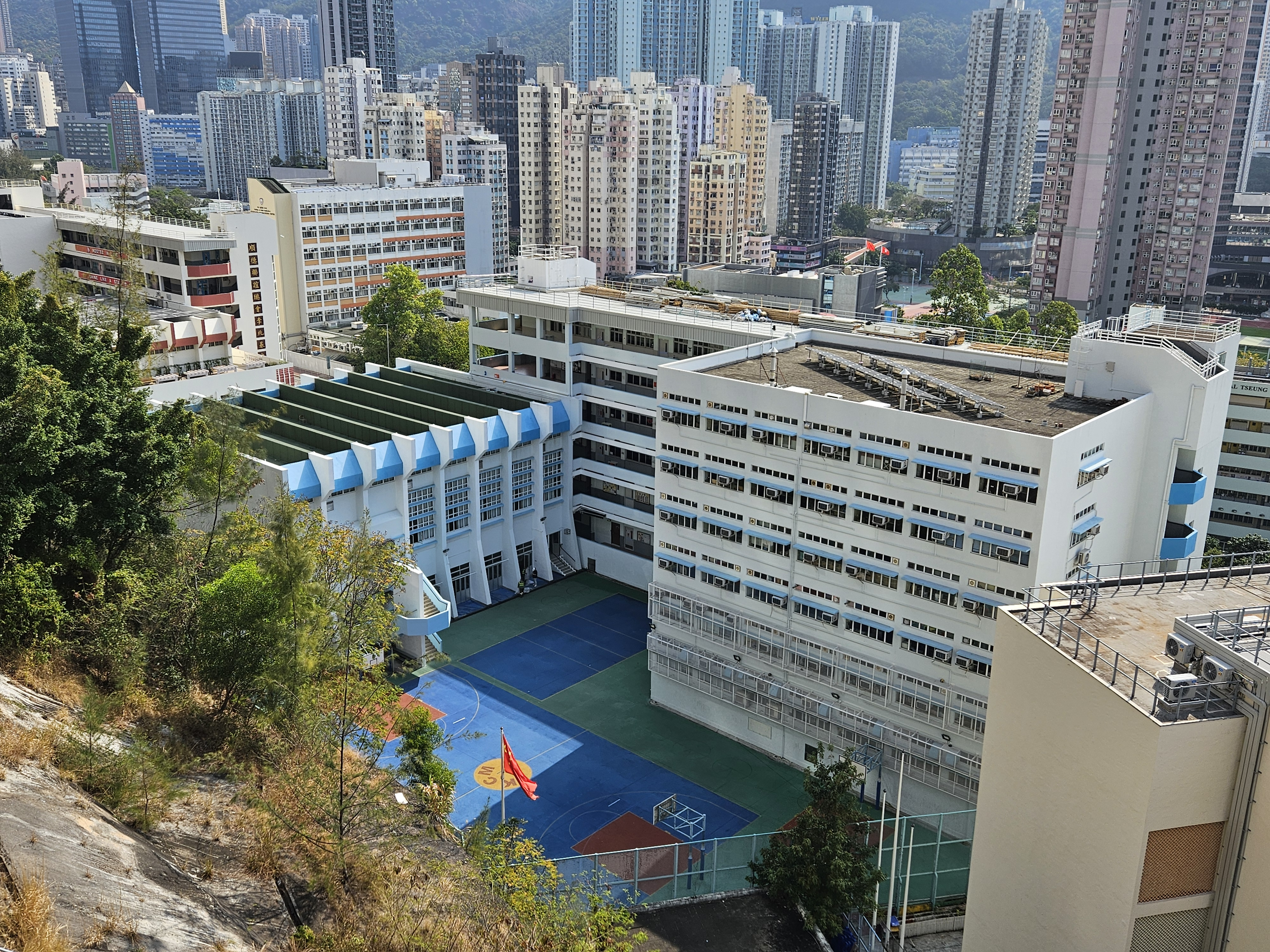
樂善堂顧超文中學（2024年）

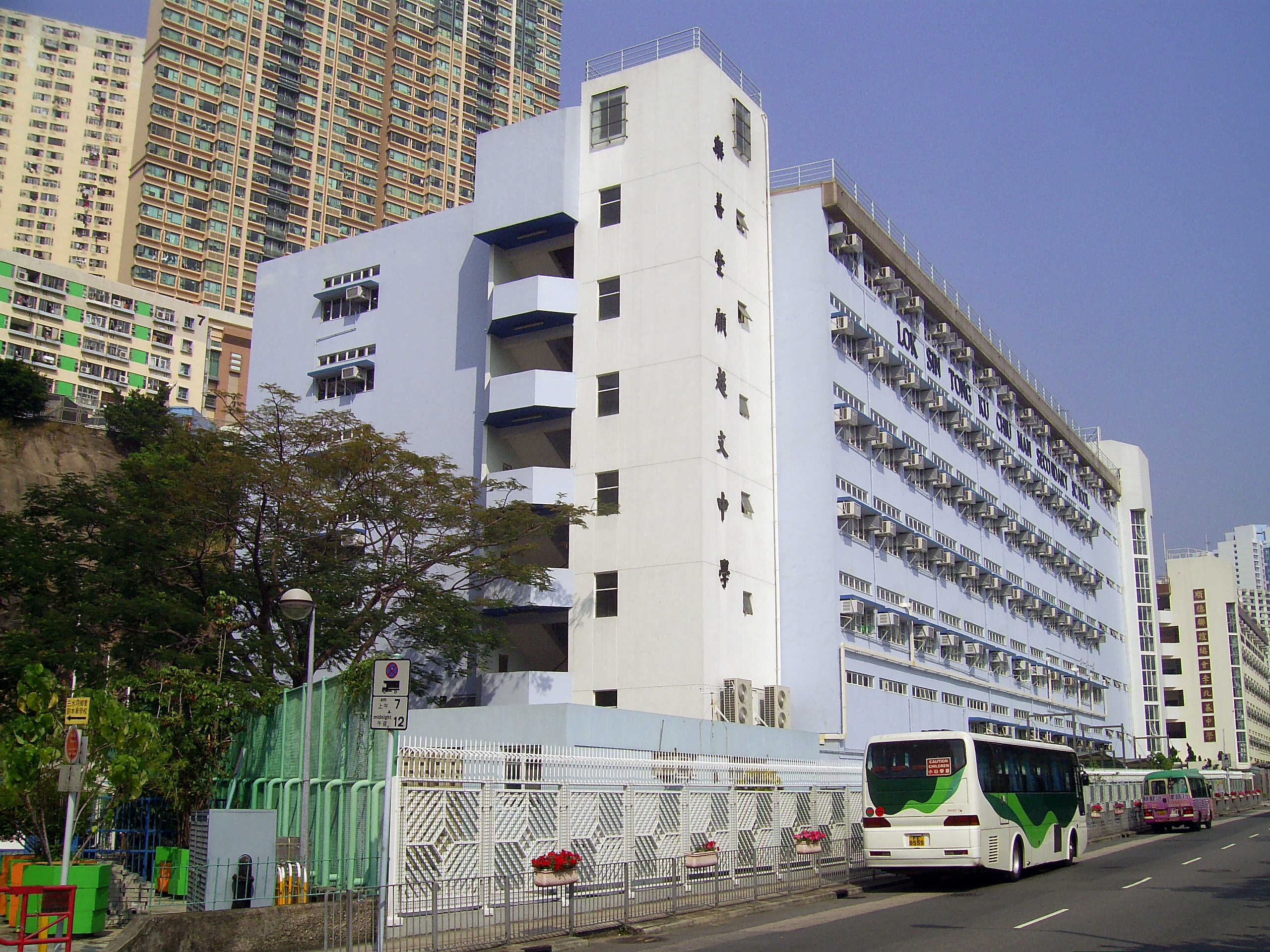
外牆翻新前的樂善堂顧超文中學（2009年）

樂善堂顧超文中學（英語：Lok Sin Tong Ku Chiu Man Secondary School，簡稱：顧超文、顧中、KCM），為九龍樂善堂所興辦的第2所全日制中學及第2所在九龍區以外興辦的慈善事業，位於新界葵涌，是一所男女校。該校創辦於1978年，由九龍樂善堂1950年度司理顧超文捐款興建，因以為名。

## 學校歷史
樂善堂顧超文中學是政府資助的文法中學，創校於1978年，由九龍樂善堂主辦。由九龍樂善堂1950年度司理顧超文捐款興建，因以為名。其餘捐款善翁包括啓明建業主席，前東華三院副主席關啓明、孔聖堂主席許讓成，周生生珠寶金行司理周君任、九龍巴士總司理雷瑞德、同珍集團總裁王仲銘及前市政局議員楊勵賢等。學校秉承樂善堂的辦學宗旨，為青少年提供優質、完善及均衡的學校教育，著重學生潛能的發展，使其透過不倦的自學、體驗和實踐，建立積極的人生態度、熱心服務的精神和貢獻社會的胸懷。
創校時，因葵盛校舍仍未完工，曾借用同屬九龍樂善堂，位於葵涌荔景邨的劉世仁學校頂層上課（現址為香港考試及評核局評核中心），直至翌年1979年3月才正式開幕。

## 校園設施
本校位於葵盛圍學校區，交通方便。全校共有標準課室二十五間；科學實驗室四間；電腦室一間；和特別室五間。另有禮堂、學生活動中心、英語教學資源中心、學生自修室、圖書館、運動場和小食部等。
為使學生能在舒適寧靜的環境下學習，學校的課室、特別室和禮堂均設空調。除此之外，本校設有多媒體學習中心，加上內聯網系統和寬頻網絡，老師和學生可透過多媒體教具和利用互聯網上的資源，提升課堂的教學效益及使用資訊科技的能力。

## 校訓
爲九龍樂善堂屬校通用之「仁愛勤誠」。
該校校訓簡釋爲：
- 仁愛成德，推己及人，大公無私，愛衆親仁。
  - 是爲「仁」和「愛」。
- 學問之道，浩瀚無涯，努力不懈，方克有成。
  - 是爲「勤」。
- 成己成物，立己立人，䖏世行事，誠之爲貴。
  - 是爲「誠」。

## 校歌
使用九龍樂善堂屬校通用校歌，由曾創作先總統蔣公紀念歌的著名作曲家黃友棣作曲，該校創立及命名人顧超文作詞的樂善堂校歌。(以普通話唱）

### 歌詞
九龍樂善堂校歌 （黃友棣曲、顧超文詞）

樂善仁翁創我校，莘莘學子沐春風。

校舍敞明環境美，讀書之樂在其中。

家國事，責任重，年雖少，志氣雄。

萬丈高樓平地起，求學做人一樣同。

前進！前進！向前進！誓作民族先鋒。

## 歷任校長
1. 馮治華教授（1978-1994）
2. 岑福求（署理，1984-1985）：此期間原校長馮治華赴英深造，遂由副校長岑福求暫代。
3. 許為天（1994年9月-2004年12月）
4. 張林麗瓊（署理，1999-2000）：原校長許爲天參與教統局局長羅范椒芬倡儀之「校長與官員互調計劃」調入教統局決策組，原沙田區高級教育主任張林麗瓊則調任署理校長，她在顧中任期屆滿後，轉赴皇仁書院出任創校百年來首位女校長。
5. 黃鑫鈞（署理，2004年12月-2005年11月）：曾任樂善堂顧超文中學副校長12年，已於2009學年榮休。
6. 劉潤牛（2005年11月-2021年8月）：2019-2021通識教育委員會委員。於2020-2021學年完結後榮休。
7. 方鳳如（2021年9月-2024年8月）：曾任世界龍岡學校劉皇發中學副校長。上任初期在校內推行多項改革，並且推行多項設備現代化工程。
8. 鄧鳳珠（2024年9月起）：曾任聖母無玷聖心書院副校長。

## 班級結構
- 初中（中一至中三）：分爲4班，其中D班爲精英班，C班為次精英班。
- 高中（中四及中六）：分為4班，其中D班為精英班，C班為次精英班。

## 格言
- 全校參與共創優質教育、適當增值邁向更好人生
- 樂善重英才高瞻遠矚興教育、博施如露雨廣澤長傳繼堂風
- 十方來十方去十方襄成十方事、萬人施萬人受萬人共結萬人緣

## 口號
- 顧中廿載情　仁愛與勤誠（20週年校慶）
- 顧中銀禧　振翅高飛（25週年校慶）
- 三十春風   樂善顧中（30週年校慶）
- 樂善顧中四十載  多元學習添姿彩  （40週年校慶）
- 四十五載樹良才  凝聚力量耀未來  （45週年校慶）

## 科目

### 中一至中二級
- 主要科目：中國語文、英國語文、數學、歷史、中國歴史、地理、公民、經濟與社會/生活與社會及綜合科學
- 其它科目：音樂、普通話、普通電腦、體育、公民教育、設計與科技/家政、視覺藝術

### 中三級
- 主要科目：中國語文、英國語文、數學、地理、基礎商業、中國歷史、歷史、生物、化學及物理
- 其它科目：音樂、普通話、普通電腦、體育、設計與科技/家政，視覺藝術

### 高中（中四至中六級）
- 必修科目：中國語文、英國語文、數學、公民與社會發展
- 選修科目：數學延伸部分(單元一及二)、中國歷史、歷史、地理、經濟、企業，會計及財務概論、生物、化學、物理、電腦與資訊科技、旅遊與款待及視覺藝術
- 其它科目：體育

## 學生組織

### 由全校同學投票產生
- 學生會：會長、外務副會長、內務副會長、文書、財政、康體、總務、助理幹事

### 由老師委任
- 領袖生：領袖生長、副領袖生長、紀律組隊長、輔導組隊長、公民教育組隊長、學術發展組隊長、升學及就業輔導組隊長、資訊組隊長、各組領袖生
- 四社幹事會：社長、副社長、文書、財政、文康、總務、助理幹事
- 學會：主席、副主席（按學會需要委任其他幹事）

## 著名教師
- 戴健文：前廣播處副處長，曾於校內任教生物、中國語文及中國文學科。
- 張麗萍：現任長春社總監，曾任教數學、應用科學科。
- 吳錦章：前任香港警察樂隊音樂總監（警司），曾於校內任教音樂科。

## 著名校友
- 魯文傑：前無綫電視藝員、舞台劇演員
- 周立仁：前葵青區議會葵涌邨選區區議員
- 韓俊賢：前葵青區議會長青選區區議員
- 盧婉婷：現任葵青區議會長亨選區區議員、葵青區議會主席
- 鄒凱光：香港編劇、導演、演員、商業電台節目主持人[2]
- 顏寶倫：香港家庭醫學學院公眾教育委員會主席[3]
- 黃銳熺：前南區區議會香港仔區議員
- 楊志强：現任香港中國婦女會中學校長
- 楊振謙：香港新方向天水圍社區幹事
- 何國光：香港偵探總會創辦人
- 崔家祥：愛秩序灣官立小學校長

## 外部連結
- 九龍樂善堂 （页面存档备份，存于）
- 樂善堂顧超文中學 （页面存档备份，存于）